# Phytomyza calthae
Phytomyza calthae är en tvåvingeart som beskrevs av Erich Martin Hering 1924. Phytomyza calthae ingår i släktet Phytomyza och familjen minerarflugor.
Artens utbredningsområde är Tyskland. Inga underarter finns listade i Catalogue of Life.